# Ein starkes Team: Sicherheitsstufe 1
Sicherheitsstufe 1 ist ein deutscher Fernsehfilm von Peter Fratzscher aus dem Jahr 2004. Es handelt sich um die 28. Folge der Krimiserie Ein starkes Team mit Maja Maranow und Florian Martens in den Hauptrollen.

## Handlung
Kriminalhauptkommissarin Verena Berthold und Kollege Otto Garber müssen in diesem Fall zuerst die Identität eines 15-Jährigen Jungen klären, dessen Leiche an der Tiergartenschleuse in Berlin aufgefunden wurde. Erst ein auffälliges Tattoo bringt als Ergebnis, dass es sich um ein Opfer aus der Stricherszene handelt. Eine Betreuerin der Szene-Kids erinnert sich an einen Streit zwischen dem Opfer und Jürgen Stach, bei dem es um eine Videokamera ging. Als Otto Stach und die Kamera ausfindig macht, finden sich darauf Aufnahmen vom Opfer und seinem letzten Freier. Obwohl nicht auszuschließen ist, dass Stach den Jungen selbst umgebracht hat, gehen die Ermittler auch dem Hinweis zu dem Freier nach. Dieser leugnet zunächst, den Jungen überhaupt gekannt zu haben. Doch schnell stellt sich heraus, dass er der eigentliche Besitzer der Videokamera ist und dass Stach und das Opfer ihm die Kamera inklusiver fünf weiterer Bänder gestohlen haben, die für den Mann ein Motiv wären. Um ihm etwas nachweisen zu können, wird er observiert und hat somit ein Alibi, als wenige Tage später auch Stach umgebracht wird.
Verena findet brisante Zusammenhänge zu einem bevorstehenden Staatsbesuchs des Sultans von Domar und den Morden. Beide Jungen hatten ihr Quartier auf einem Privatgrundstück bezogen, das einem Professor gehört, der den Sultan persönlich kennt und sich dort mit ihm treffen will. Daher halten es die Ermittler für möglich, dass ein GSG 9-Mann im Vorfeld für „Ordnung“ gesorgt und die ungebetenen Gäste „entsorgt“ hatte. Auf der Suche nach dem Täter überwachen die Ermittler parallel zu den Sicherheitskräften vom Sondereinsatz den Sultan und es gelingt ihnen, ein geplantes Attentat zu verhindern, hinter dem am Ende der Botschafter von Domar steckte. Im Zuge der Vorbereitungen hatten die Attentäter Stach und seinen Freund umgebracht, weil sie ihnen bei ihrer Arbeit in die Quere kamen.

## Hintergrund
Sicherheitsstufe 1 wurde in Berlin gedreht und am 24. April 2004 um 20:15 Uhr im ZDF erstausgestrahlt.
Sputnik, dessen Rolle als Geschäftsmann in der Serie als ein Running Gag angelegt ist, hat in dieser Folge neben seiner Gaststätte einen Handel für esoterische Elixiere aus dem Orient eingerichtet.

## Kritik
Die Kritiker der Fernsehzeitschrift TV Spielfilm vergeben die beste Wertung (Daumen nach oben) und werten anerkennend: „Berlinkrimi mit politischer Dimension.“